# DDSG Blue Danube
Die DDSG Blue Danube Schiffahrt GmbH ist ein 1995 gegründetes Binnenschifffahrtsunternehmen. Es ist die Nachfolgegesellschaft für die Passagierschifffahrt der 1829 gegründeten Ersten Donau-Dampfschiffahrts-Gesellschaft. Das Unternehmen verfügt über eine Flotte von neun Schiffen und bietet Linien- und Ausflugsfahrten auf der österreichischen Donau an, insbesondere in Wien und dem UNESCO-Weltkulturerbe Wachau. 2024 wurden über 300.000 Passagiere befördert. Die Geschäftsführung der DDSG Blue Danube stellen Wolfgang Hanreich und Wolfgang Fischer.

## Geschichte

Zeittafel der DDSG

### Vorgeschichte
Die heutige DDSG-Personenschifffahrtsgesellschaft DDSG Blue Danube ging aus der zwischen 1991 und 1995 bestehenden DDSG Donaureisen hervor. Diese wiederum war die Nachfolgegesellschaft für die Passagierschifffahrt der 1990 privatisierten Ersten Donau-Dampfschiffahrts-Gesellschaft, die 1829 gegründet wurde und zur Zeit der österreichisch-ungarischen Monarchie die größte Binnenschifffahrtsgesellschaft der Welt war. Nach dem Ersten Weltkrieg wurde die Flotte jedoch an die Nachfolgestaaten der Donaumonarchie aufgeteilt, was die Größe und Wirtschaftlichkeit des Unternehmens stark verringerte.
1991 wurde die DDSG privatisiert und aufgeteilt. Der Gütertransportbereich wurde in der DDSG-Cargo zusammengefasst und verkauft. Für die defizitäre Passagierschifffahrt konnte jedoch kein Käufer gefunden werden, was zur Folge hatte, dass die Schiffe dieses Bereiches an verschiedene Unternehmen vergeben wurden. Einen Großteil der Fahrgastschiffe übernahm die DDSG Blue Danube Schiffahrt GmbH, die diesen Geschäftsbereich weiterführt. Das neue Unternehmen konzentriert sich auf die Kernzonen Wien und Wachau – den Langstreckendienst Passau–Linz–Wien übernahmen andere Schifffahrtsunternehmen, in diesem Fall die Donauschifffahrten Wurm & Köck und Donau Touristik.

### Gründung derDDSG Blue Danube
1995 wurde die DDSG Donaureisen vom Österreichischen Verkehrsbüro und der Wien Holding zu je 50 Prozent übernommen. Seither wurden wieder Donaureisen mit fünf eigenen Schiffen in den Kernzonen Wien und der Wachau unternommen. Zusätzlich wurden mit Partnerunternehmen die Strecken Wien–Passau–Wien (Donau Touristik, Kaiserin Elisabeth), Wien–Budapest–Wien (MAHART-PassNave, Tragflügelboote) und Wien–Bratislava–Wien (Central Danube, TwinCityLiner) betrieben. Bei letztgenannter Destination ist die DDSG Blue Danube nicht nur Partner, sondern führt auch den operativen Betrieb mit Buchung und Schiffspersonal durch.
Im Jahr 2007 erweiterte das Rundfahrtsschiff Schlögen (jetzt MS Blue Danube) die DDSG-Flotte auf sechs Ausflugsschiffe.
Im Frühjahr 2024 erwarb die DDSG Blue Danube die Schiffe MS Austria und MS Austria Princess von der Firma Brandner, die sich aus der Personenschifffahrt zurückgezogen hat. Die MS Austria kommt im Linienverkehr in der Wachau zum Einsatz; Die MS Austria Princess, welche mittlerweile in MS Vienna umbenannt wurde, findet in Wien Verwendung.

### Schifffahrten Wien
In Wien stehen die drei Ausflugsschiffe MS Vindobona, MS Wien und MS Blue Danube (ehemals MS Schlögen) zur Verfügung, die bis zu achtmal täglich zu Sightseeingtouren auf der Donau und dem Donaukanal ablegen. Das Hundertwasser-Schiff Vindobona, die MS Wien und das 2014 renovierte Schiff MS Blue Danube fahren sowohl die 75-minütige City Cruise ab Schwedenplatz als auch die große Donaurunde. Letztere führt stromaufwärts bis zum DDSG-Schifffahrtszentrum (Station Reichsbrücke) und weiter zur Schleuse Nußdorf, wo die Schiffe wieder in den Donaukanal einfahren. Nach rund dreistündiger Tour endet die Rundfahrt beim Schwedenplatz.
Neben dem Sonntags-Ausflug „Wien–Dürnstein–Wien“ bietet die DDSG Blue Danube mit der MS Kaiserin Elisabeth freitags und samstags die kulinarische Fahrt Wien–Bratislava–Wien an. Außerdem Teil der Wiener Flotte der DDSG Blue Danube ist das Charterschiff MS Vienna.

### Schifffahrten Wachau
Die beiden DDSG-Blue-Danube-Schiffe Wachau und Dürnstein befahren 36 km Flusstal. Bis zu vier Abfahrten stehen täglich von April bis Oktober zur Verfügung; Stopps gibt es in Krems an der Donau, Weißenkirchen, Spitz, Emmersdorf an der Donau und Melk. Seit dem Frühjahr 2024 ergänzt außerdem das Charterschiff MS Austria den Linienbetrieb in der Wachau.

### Themen- und Sonderfahrten
Die DDSG Blue Danube führt regelmäßig abendliche Themenschifffahrten ab Wien, Krems und Melk durch. In der Hauptsaison findet jeden Donnerstag eine „Heurigenfahrt mit Wiener Liedern“ statt. Weitere Themenfahrten sind „Country Barbecue und Spare Ribs“, „Griechische Nacht“, „Ciao Italia“ oder eine „Nikolo-Fahrt“ für Kinder. In der Vorweihnachtszeit werden stimmungsvolle Schifffahrten wie „Gospel Night“ oder „Das Weihnachtstraumschiff“ angeboten. 2024 legten die Schiffe der DDSG Blue Danube zu insgesamt 125 Themenfahrten ab.

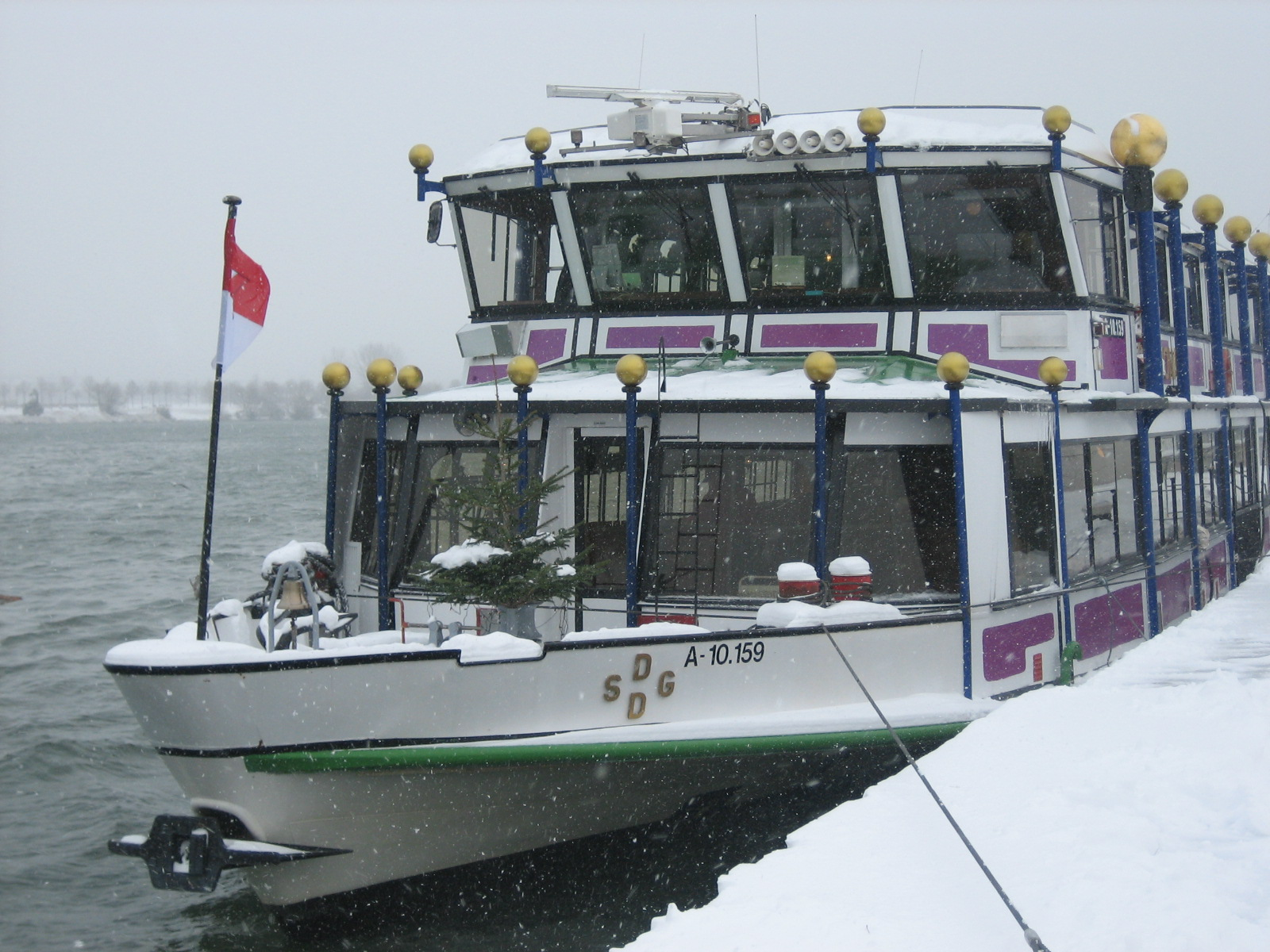
Die MS Vindobona am winterlichen Handelskai in Wien

## DDSG-Schiffe
Die aktuelle Flotte der DDSG Blue Danube umfasst neun Schiffe, die vorwiegend in den Kernzonen Wien und Wachau eingesetzt werden.
Flottenstand:
- MS Admiral Tegetthoff (seit 1995)
- MS Dürnstein (seit 1995)
- MS Wachau (seit 1995)
- MS Vindobona (seit 1995)
- MS Wien (seit 2013)
- MS Blue Danube (seit 2014)
- MS Kaiserin Elisabeth (seit 2020)
- MS Austria (seit 2024, wurde 1970 bei der „alten“ DDSG in Dienst gestellt, und fuhr von 1996 bis 2023 für die Fa. Brandner, Wallsee)
- MS Vienna (seit 2024, ehemals Austria Princess)

### MS Admiral Tegetthoff
Die MS Admiral Tegetthoff wird von der DDSG Blue Danube als das Flaggschiff ihrer Flotte bezeichnet. Sie wurde 1987 gemeinsam mit ihrem Schwesterschiff Prinz Eugen auf der Österreichischen Schiffswerften AG gebaut. Von 1999 bis 2003 stand das Schiff im Auftrag der Donau Touristik zusätzlich im Liniendienst zwischen Wien und Passau. 2012 wurde es neugestaltet, bediente im Sommer 2013 sonntags Linien ab Wien und wird aktuell vorwiegend für Themenfahrten sowie als Charterschiff eingesetzt.
Technische Daten:
- Baujahr: 1987
- Komplettrenovierung: 2012
- Bauwerft: ÖSWAG Linz
- Länge: 63,40 m
- Breite: 9,88 m
- Tiefgang: 1,5 m
- Leistung: 2 × 650 PS
- Geschwindigkeit: 22,5 km/h
- Maschinen: 12-Zylinder-4-Takt-V Motoren (Caterpillar)
- Trinkwassertank: 10 m³
- Dieseltreibstofftank: 15 m³

### MS Dürnstein
Die MS Dürnstein befährt seit Jahren den Streckenabschnitt zwischen Krems und Melk und liegt über Nacht in Krems.
Die technischen Daten sind grundsätzlich identisch mit denen der MS Admiral Tegetthoff, da die beiden Schiffe „Schwestern“ sind und gemeinsam in der Österreichischen Schiffswerften AG erbaut wurden. Die Dürnstein wurde im Winter 2015/16 einer Komplettrenovierung unterzogen und in MS Dürnstein umbenannt. Vorher hieß sie Prinz Eugen.
Technische Daten:
- Baujahr: 1987
- Komplettrenovierung: 2016
- Bauwerft: ÖSWAG Linz
- Länge: 63,40 m
- Breite: 9,88 m
- Tiefgang: 1,5 m
- Leistung: 2 × 650 PS
- Geschwindigkeit: 22,5 km/h
- Maschinen: Scania V8
- Trinkwassertank: 10 m³
- Dieseltreibstofftank: 15 m³

### MS Wachau

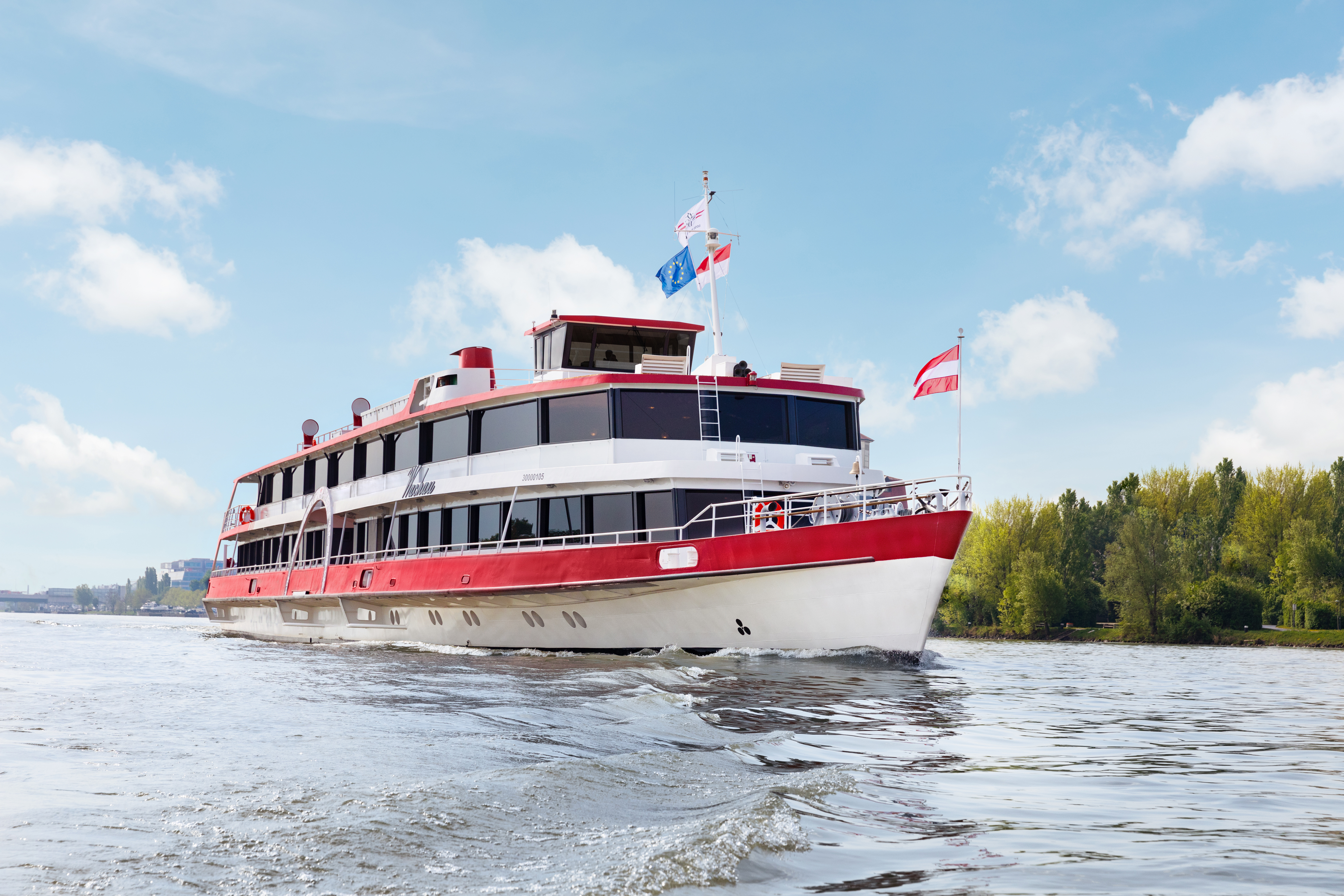
MS Wachau zwischen Melk und Krems

Die Wachau wurde 1975 als letztes Ausflugsschiff mit einem Kamin, der hydraulisch umlegbar ist, ausgestattet und für den Nibelungengau und die Wachau konzipiert. Das Schiff wird auf dem Stammkurs Melk–Krems–Melk (Vormittag) und Melk–Spitz–Melk (Nachmittag) eingesetzt. Es kann ca. 350 Personen unter Deck und weitere 150 auf Freideck befördern. Das Schiff hat einen Panoramasalon und drei Restaurantbereiche.
Technische Daten:
- Baujahr: 1975
- Werft: Korneuburg
- Länge: 62,7 m
- Breite: 11,6 m
- Tiefgang: 1,45 m
- Leistung: 2 × 625 PS
- Geschwindigkeit: 25 km/h
- Maschinen: Scania V8
- Trinkwassertank: 9 m³
- Dieseltreibstofftank: 27 m³

### MS Vindobona
„Vindobona“ ist der römische Name für „Wien“. 1979 wurde das DDSG-Schiff MS Vindobona anlässlich des 150-jährigen Jubiläums erbaut, das damals eine große Flottenparade in Wien anführte. Zu diesem Zeitpunkt fand die Grundsteinlegung zum neuen Schifffahrtszentrum am Wiener Handelskai 265 statt. Das Schiff wurde 1995, als es von der DDSG Blue Danube übernommen wurde, zum „Hundertwasser-Schiff“ umgebaut. Gleichzeitig wurde das zuvor teilweise offene Oberdeck in einen geschlossenen Salon umgestaltet.
Technische Daten:
- Baujahr: 1979
- Werft: Linz
- Länge: 40,2 m
- Breite: 7,0 m
- Tiefgang: 1,4 m
- Leistung: 2 × 400 PS
- Geschwindigkeit: 25,5 km/h
- Maschinen: Scania

### MS Wien

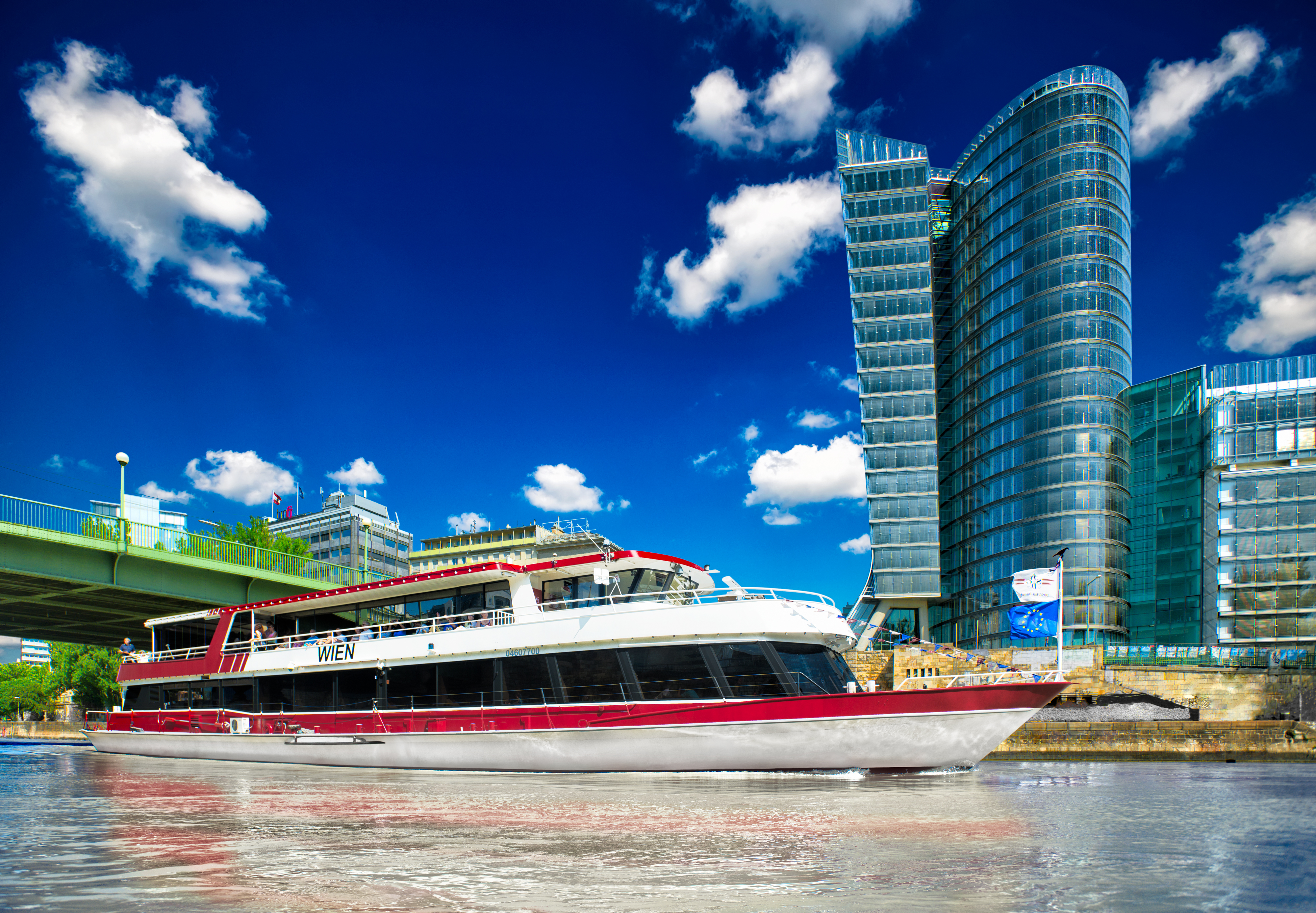
Die MS Wien am Donaukanal bei der Schwedenbrücke

Die MS Wien ist seit 2013 für die DDSG Blue Danube in Betrieb. Gebaut wurde das Schiff 1998 als Anja auf der Lux-Werft in Mondorf für die Weisbarth Fahrgastschiff. Im Frühjahr des Jahres 2013 wurde das Schiff vom Rhein auf die Donau nach Wien überstellt, wo es seither für Rundfahrten eingesetzt wird.
Technische Daten:
- Baujahr: 1998
- Werft: LUX-Werft Mondorf/Rhein
- Länge: 36,36 m
- Breite: 9,20 m
- Tiefgang: 1,1 m
- Leistung: 2 × 211 kW
- Geschwindigkeit: 22,5 km/h
- Maschinen: 2 × MAN 6 Zylinder 2866 TE
- Trinkwassertank: 4 m³
- Dieseltreibstofftank: 10 m³

### MS Blue Danube

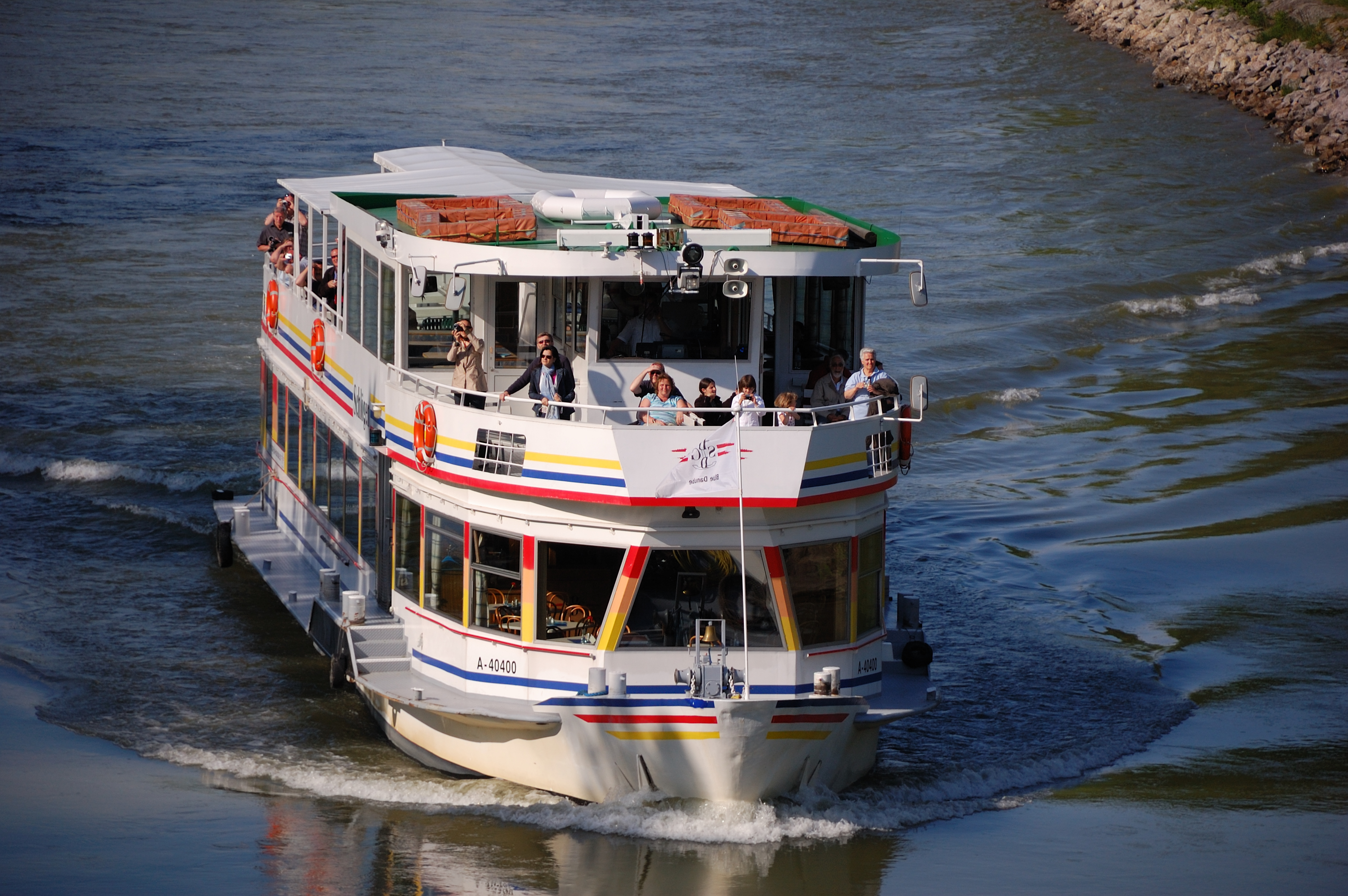
Schlögen auf dem Donaukanal

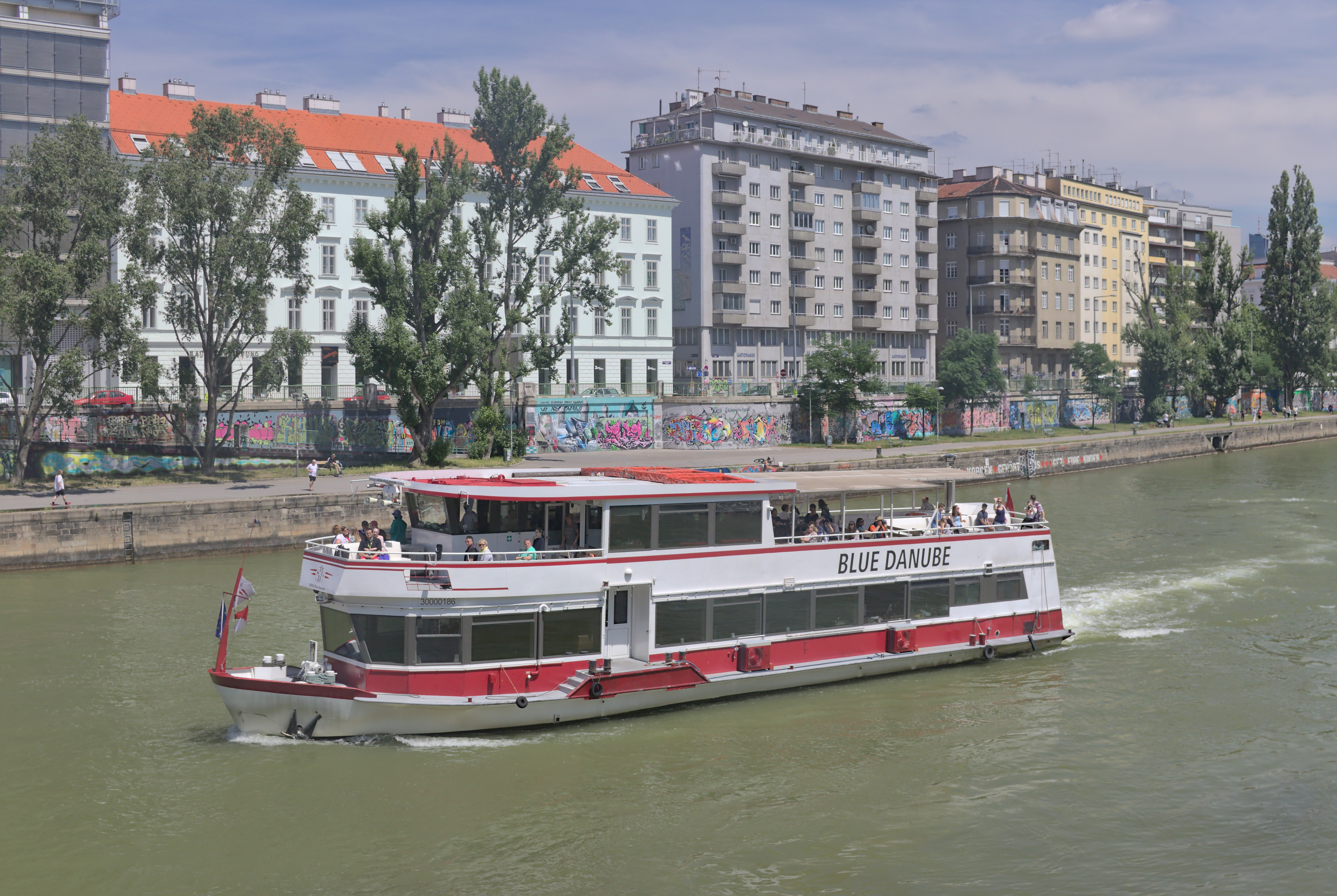
Blue Danube nach dem Umbau (2017)

Seit 1. Jänner 2007 erweitert das Fahrgastschiff Schlögen die Flotte der DDSG Blue Danube. Das Schiff war vorher im Besitz der Donauschifffahrt Pyringer & Zopper. Die Schlögen unternimmt Rundfahrten im Großraum Wien und verbindet den Schwedenplatz mit der Reichsbrücke. 2014 wurde die Schlögen einer Grunderneuerung unterzogen, wobei u. a. der komplette Fahrgastraum sowie das äußere Erscheinungsbild modernisiert wurde. Das Schiff erhielt dabei den Namen MS Blue Danube.
Technische Daten:
- Baujahr: 1990
- Werft: Regensburg
- Länge: 29,95 m
- Breite: 7 m
- Tiefgang: 1,05 m
- Leistung: 2 × 250 PS
- Geschwindigkeit: 22 km/h
- Maschinen: SISU
- Trinkwassertank: 3 m³
- Dieseltreibstofftank: 6 m³

### MS Kaiserin Elisabeth
Ab April 2010 war die MS Kaiserin Elisabeth für den Radreiseveranstalter Donau Touristik im Ausflugsverkehr auf der Donau eingesetzt. Im Jahr 2019 kam das Schiff in den Besitz der DDSG Blue Danube und ergänzt seitdem den Ausflugsverkehr nach Bratislava und Dürnstein, kann aber auch gechartert werden.

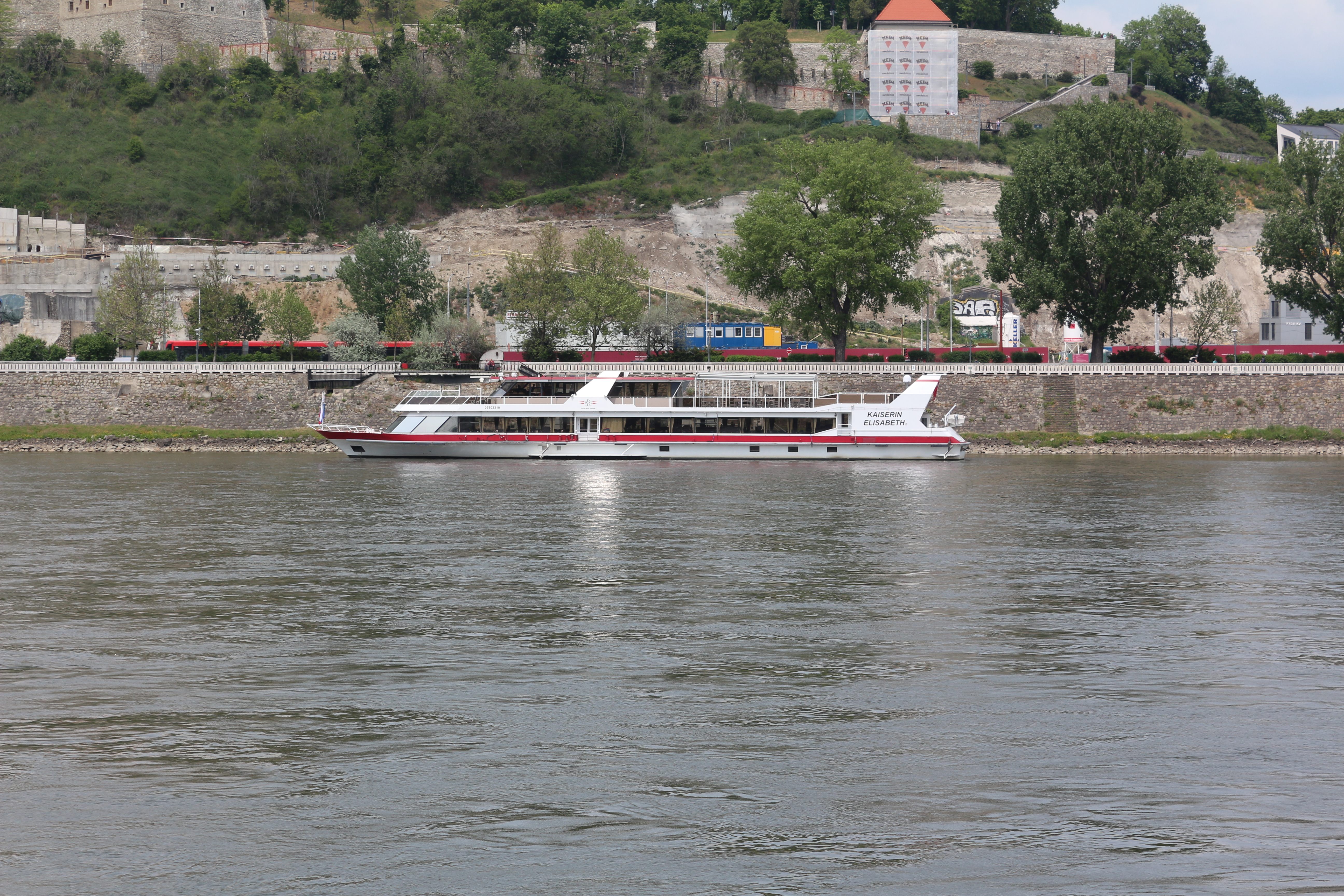
MS Kaiserin Elisabeth auf der Donau bei Bratislava (2022)

Technische Daten:
- Baujahr: 1995
- Werft: Tangermünde
- Länge: 57 m
- Breite: 10,63 m
- Tiefgang: 1,35 m
- Leistung: 884 PS
- Geschwindigkeit: 25 km/h
- Maschinen: MAN

### MS Austria
Die MS Austria fuhr von 1970 bis zum Ende der „alten“ DDSG im Liniendienst. Danach  wurde sie an die Firma Brandner in Wallsee verkauft, welche die MS Austria von 1996 bis 2023 in der Wachau einsetzte. im Frühjahr 2024 kehrte die MS Austria zur DDSG Blue Danube zurück.
Technische Daten:
- Baujahr: 1970
- Werft: Korneuburg
- Länge: 59 m
- Breite: 11,6 m
- Tiefgang: 1,5 m
- Leistung: 2 × 605 PS (ursprünglich: 2× 515 PS Deutz)
- Geschwindigkeit: 24,5 km/h
- Maschinen: 6-Zylinder-4-Takt-V-Motoren (Mitsubishi)
- Trinkwassertank: 8 m³
- Dieseltreibstofftank: 14 m³

### MS Vienna
Seit ihrer Indienststellung 1998 war die MS Vienna in der UNESCO-Weltkulturerberegion Wachau unterwegs. Unter seinem ehemaligen Namen MS Austria Princess stieß das Schiff im Frühjahr 2024 zu der Flotte der DDSG Blue Danube und wurde am 30. April 2024 auf seinen neuen Namen getauft.
Technische Daten:
- Baujahr: 1988
- Werft: De Hoop
- Länge: 40,2 m
- Breite: 7,8 m
- Tiefgang: 1,6 m
- Leistung: 2 × 320 PS
- Geschwindigkeit: 22,5 km/h
- Maschinen: 2 × DAF 6 Zylinder
- Trinkwassertank: 4 m³
- Dieseltreibstofftank: 8 m³

## Fahrstrecken

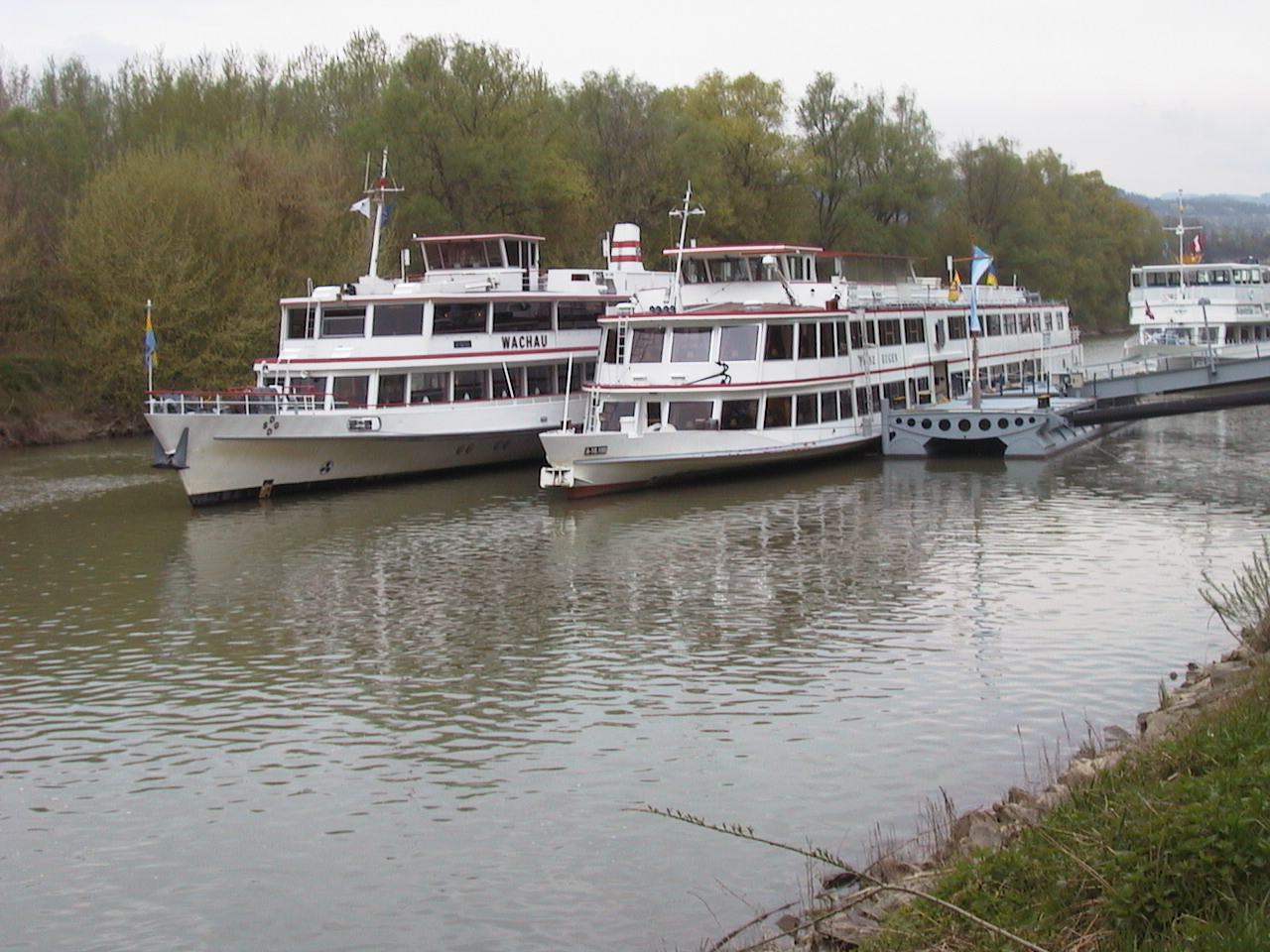
Wachauschiffe MS Wachau und Prinz Eugen im Melker Altarm

Die DDSG Blue Danube konzentriert sich seit der Firmengründung im Jahr 1995 auf die Kernzonen Wien und Wachau. Ebenfalls angeboten werden Städtefahrten nach beispielsweise Bratislava.

## DDSG Schifffahrtszentrum – Wien, Handelskai 265
Das Schifffahrtszentrum am Wiener Handelskai bei der Reichsbrücke wurde damals als Ersatz zur DDSG-Zentrale in der Wiener Innenstadt errichtet. Mit großräumigen Büros, einer eigenen Druckerei und Restaurant wollte die Gesellschaft für die wachsende Personenschifffahrt vorbereitet sein. Die Kosten des millionenteuren Vorhabens stiegen jedoch um ein Vielfaches als geplant an.
Nach dem Ende der DDSG-Donaureisen im Jahre 1995 fand das Bürogebäude bedeutend weniger Verwendung als zuvor. 2006 entschloss sich die DDSG Blue Danube, welche ihre Firmenzentrale bis dato in der Friedrichstraße beim Österreichischen Verkehrsbüro eingerichtet hatte, wieder zum traditionellen Stadtpunkt am Handelskai zurückzukehren. Ab Herbst 2006 steht die vormalige Passagierhalle als Büro- und Verkaufsfläche der DDSG Blue Danube zur Verfügung.

## DDSG-Bildergalerie

Kamin des DDSG-Schiffes MS Wachau
Flaggenmast der MS Wachau mit DDSG-Flagge

Koordinaten: 48° 13′ 28,4″ N, 16° 24′ 27,6″ O